# Учителко, целувам ти ръка
„Учителко, целувам ти ръка“ е албум на българската поп/кънтри певица Росица Кирилова и е издаден през 1997 от „Рива Саунд“. С изключение на „Безплатно кино“ песните от албума са познати от предишни издания на Кирилова.

## Песни
1. „Учителко, целувам ти ръка“ (4:21)
2. „Има шанс, няма шанс“ (3:51)
3. „Безплатно кино“ (3:54)
4. „Искам да танцувам“ (3:21)
5. „Стоян и конче“ (3:26)
6. „За целувки и любов“ (3:11) – с участието на Шкумбата[1]
7. „Учителко, целувам ти ръка“ (4:19) – инструментал
8. „Има шанс, няма шанс“ (3:42) – инструментал
9. „Безплатно кино“ (3:45) – инструментал
10. „Искам да танцувам“ (3:11) – инструментал
11. „Стоян и конче“ (3:17) – инструментал
12. „За целувки и любов“ (3:02) – инструментал